# Marga Minco
Marga Minco   (Ginneken, 31 de març de 1920 - Amsterdam, 10 de juliol de 2023), coneguda pel seu pseudònim de Sara Menco, va ser una escriptora i periodista neerlandesa. El seu cognom era originalment Menco, però és Minco per una equivocació burocràtica.
Minco naixé al si d'una família jueva ortodoxa, i al principi de la Segona Guerra Mundial visqué a Breda, Amersfoort i Amsterdam; per un lleu atac de tuberculosi fou hospitalitzada a Utrecht i Amersfoort. A la tardor del 1942, tornà a Amsterdam amb els seus pares, que foren forçats a viure al barri jueu.
Marga es mantingué amagada durant la guerra mentre s'enduien els seus germans i els seus pares. Fou l'única supervivent. Més tard, es casà amb el poeta i traductor Bert Feet, amb qui tingué dues filles i treballà amb diverses publicacions.

## Premis
- 1957 - Novelle-prijsvraag van het Bureau voor Postreclame en Adressen De Mutator N.V. amb Het adres
- 1958 - Vijverbergprijs amb Het bittere kruid
- 1999 - Annie Romein-prijs per tota la seva obra.
- 2005 - Constantijn Huygensprijs per tota la seva obra.